# Magdalena (Bolivia)
Magdalena è un comune (municipio in spagnolo) della Bolivia nella provincia di Iténez (dipartimento di Beni) con 11.613 abitanti (dato 2010).

## Cantoni
Il comune è suddiviso in 3 cantoni (popolazione al censimento 2001):
- Magdalena - 6.592 abitanti
- Orobayaya - 3.154 abitanti
- Versalles - 162 abitanti